# Vața de Jos
Vața de Jos (veraltet Varța de Jos; ungarisch Alváca) ist eine Gemeinde im Kreis Hunedoara in der Region Siebenbürgen in Rumänien.
Der Ort ist auch unter den ungarischen Bezeichnungen Alsóváca, Nagyváca und Alvaca-Fürdö bekannt.

## Geographische Lage

Lage der Gemeinde Vața de Jos im Kreis Hunedoara

Die Gemeinde Vața de Jos liegt in der Brad-Senke (Depresiunea Brad), nordöstlich des Zarand-Gebirges (Munții Zarandului) am Oberlauf des Crișul Alb (Weiße Kreisch), ein Quellfluss des Körös. Im Norden des Kreises Hunedoara an der Kreisstraße (drum județean) DJ 707, etwa zwei Kilometer südlich der Europastraße 79, befindet sich der Ort ca. 20 Kilometer nordwestlich von der Kleinstadt Brad (Tannenhof); die Kreishauptstadt Deva (Diemrich) ist etwa 55 Kilometer südöstlich entfernt.
Von den 20.263 Hektar der Gemeinde werden 3570 Hektar landwirtschaftlich bearbeitet. Die zwölf eingemeindeten Dörfer sind zum Teil nur auf Schotterstraßen zu erreichen.

## Geschichte
Etwa ein Kilometer nördlich von Vața de Jos, in der Höhle Peștera Prihodiște auch unter der Bezeichnung Hânzasca bekannt, wurden archäologische Funde, welche in die Jungsteinzeit deuten, gemacht.
Ein alter Badeort mit einfachen Einrichtungen für Wannenbäder und ein Freibad war ein wirtschaftlicher Hauptzweig des Ortes. Die artesische Quellen des Thermalbads haben eine Temperatur von 35 °–38,5 °C und einen Salzgehalt von 1218 mg pro Liter. Heute ist der Badeort geschlossen.

## Bevölkerung
Seit der offiziellen Volkszählung von 1850 wurden auf dem Gebiet der heutigen Gemeinde überwiegend Rumänen registriert. Die höchste Einwohnerzahl (7421) – gleichzeitig die der Magyaren (203) – wurde 1910 ermittelt. Die höchste Bevölkerungszahl der Rumänen (7258) wurde 1941, die der Roma (230) wurde 1850 und die der Rumäniendeutsche (27) wurde 1920 registriert. Des Weiteren wurden 1992 drei und 2002 ein Ukrainer, 1900 und 1910 je ein und 1930 drei Serben, 1890 ein Einwohner, 1900 neun, 1910 ein und 1930 drei Einwohner als Slowaken registriert.
Bei der Volkszählung 2011, wurden in 1543 Haushalten der Gemeinde, 3728 Menschen gezählt.

## Sehenswürdigkeiten
Im Ort Vața de Jos sind keine nennenswerte Sehenswürdigkeiten zu erwähnen. Nennenswert sind die unter Denkmal stehenden Holzkirchen und Holzhäuser in den eingemeindeten Dörfern:
- Im Dorf Basarabasa die Holzkirche Sf. Nicolae[8] im 17. Jahrhundert; das Holzhaus von Petru Iocan, 1890 errichtet.
- Im eingemeindeten Dorf Birtin die Holzkirche Buna Vestire,[9] etwa 1690 errichtet, das Anwesen von Isac Sabin, 1900 errichtet, das Holzhaus von Minodora Gligor 1906, das von Ioan Rus 1910 und das Holzhaus von Carolina Lucaci, 1915 errichtet.
- Im eingemeindeten Dorf Căzănești stehen unter Denkmalschutz die im 18. Jahrhundert errichtete und im 19. Jahrhundert vergrößerte Holzkirche Pogorârea Sf. Duh,[10] das Holzhaus von Elena Dudaș und Ioan Șerb beide 1810 errichtet.
- In Ciungani die Holzkirche Buna Vestire,[11] etwa 1600 errichtet, sowie das Anwesen von Rozalia Mateș und das Holzhaus von Anghelina Miclea beide 1800 errichtet.
- In Ocișor die Holzkirche Adormirea Maicii Domnului,[12] etwa 1802 errichtet.
- In Ociu die Holzkirche Sf. Arhangheli,[13] 1750–1800 errichtet.